# Meaty Beaty Big and Bouncy
Meaty Beaty Big and Bouncy ― сборник синглов британской рок-группы The Who, выпущенный в 1971 году. 

## Список композиций
Слова и музыка всех песен — Пита Таунсенда, кроме отмеченных.
| №                   | Название               | Длительность |
| ------------------- | ---------------------- | ------------ |
| 1.                  | «I Can't Explain»      | 2:05         |
| 2.                  | «The Kids Are Alright» | 2:45         |
| 3.                  | «Happy Jack»           | 2:12         |
| 4.                  | «I Can See for Miles»  | 4:06         |
| 5.                  | «Pictures of Lily»     | 2:43         |
| 6.                  | «My Generation»        | 3:18         |
| 7.                  | «The Seeker»           | 3:11         |
| Общая длительность: | Общая длительность:    | 20:20        |

| №                   | Название                   | Автор(ы)                    | Длительность |
| ------------------- | -------------------------- | --------------------------- | ------------ |
| 1.                  | «Anyway, Anyhow, Anywhere» | Роджер Долтри, Пит Таунсенд | 2:42         |
| 2.                  | «Pinball Wizard»           |                             | 2:59         |
| 3.                  | «A Legal Matter»           |                             | 2:48         |
| 4.                  | «Boris the Spider»         | Джон Энтвисл                | 2:28         |
| 5.                  | «Magic Bus»                |                             | 4:33         |
| 6.                  | «Substitute»               |                             | 3:49         |
| 7.                  | «I'm a Boy»                |                             | 3:41         |
| Общая длительность: | Общая длительность:        | Общая длительность:         | 23:00        |

## Участники записи

### The Who
- Роджер Долтри — вокал
- Пит Таунсенд — гитара, клавишные, ведущий и бэк-вокал
- Джон Энтвисл — бас-гитара, ведущий и бэк-вокал
- Кит Мун ― ударные

### Прочие участники
- Ники Хопкинс — фортепиано на «Anyway, Anyhow, Anywhere», «A Legal Matter» и «The Seeker»
- Кит Ламберт, Шел Талми ― продюсирование
- Билл Кербишли, Майк Шоу — оформление альбома
- Грэм Хьюз ― фотография
- Стив Хоффман ― мастеринг компакт-дисков

## Чарты
| Чарт (1971)             | Пиковая позиция |
| ----------------------- | --------------- |
| UK Albums Chart         | 9               |
| US Billboard Pop Albums | 11              |

## Сертификации
| Регион                                                      | Сертификация | Продажи    |
| ----------------------------------------------------------- | ------------ | ---------- |
| США (RIAA)                                                  | Платиновый   | 1 000 000^ |
| ^ Данные о тиражах приведены только на основе сертификации. |              |            |